# یواس‌اس الاسیو (ای‌ام-۲۲۵)
یواس‌اس الاسیو (ای‌ام-۲۲۵) (به انگلیسی: USS Elusive (AM-225)) یک کشتی بود که طول آن ۱۸۴ فوت ۶ اینچ (۵۶٫۲۴ متر) بود. این کشتی در سال ۱۹۴۴ ساخته شد.